# Jan Rapacz
Jan Rapacz (ur. 21 czerwca 1928 w Lubniu zm. 5 maja 2013 tamże) – polski profesor immunogenetyki. Specjalista genetyk, biolog molekularny.

## Życiorys
Absolwent Wydziału Rolnego Uniwersytetu Jagiellońskiego, gdzie otrzymał także tytuł doktora w dziedzinie immunogenetyki. Wykładowca Uniwersytetu Wisconsin–Madison.
Jan Rapacz kierował programem hodowli unikatowej rasy świń z genetyczną predyspozycją do chorób miażdżycowych, przeznaczonych do eksperymentalnych badań miażdżycy, arteriosklerozy i choroby wieńcowej serca. Badania na nich umożliwiły opracowanie nowych leków antycholesterolowych i technik angioplastycznych. 
Był członkiem Narodowej Rady do Badań Miażdżycy oraz Amerykańskiego Związku Genetycznego. W 1991 roku otrzymał tytuł doktora honoris causa Akademii Rolniczej w Krakowie. Autor ponad 90 artykułów w czasopismach naukowych oraz ponad 100 referatów na konferencjach i kongresach naukowych.